# 機井洞

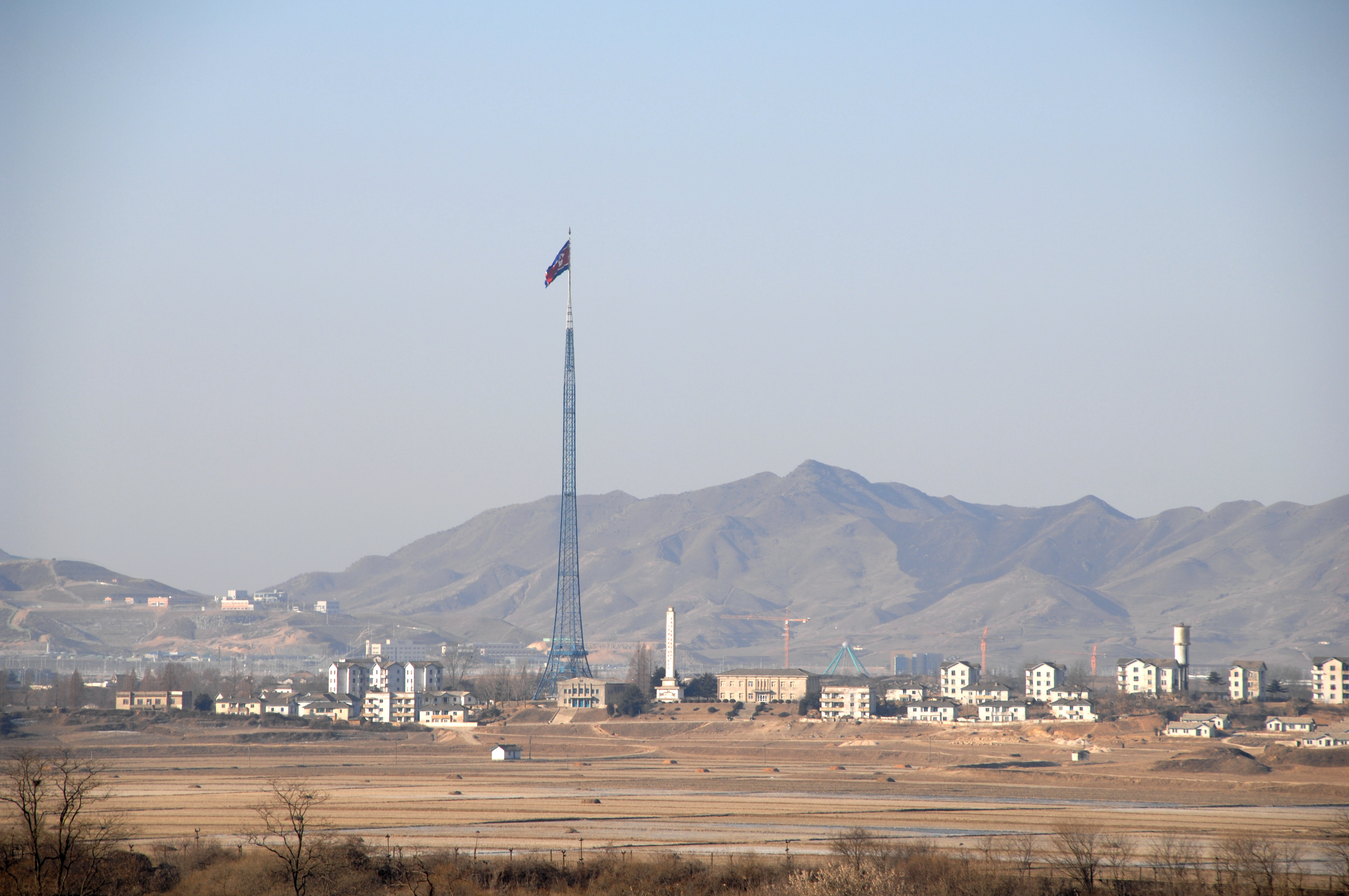
機井洞（2008年2月）背後に見えるのは開城工業地区

機井洞（キジョンドン、朝: 기정동）は、朝鮮民主主義人民共和国開城特別市板門区域平和里にある、板門店や都羅展望台など大韓民国側から見ることのできる宣伝村である。

## 概要
軍事境界線を中心に設定された幅4キロメートルの無人地帯・DMZ（非武装中立地帯）内に残された、ただ2つの村のうちの1つ（もう一つは南の大韓民国側にある台城洞）。機井洞は北では「平和村」（평화촌）と呼ばれるが、南では「宣伝村」（선전마을）と呼ばれる。

## 歴史
朝鮮戦争の停戦会談が板門店で開かれ、協定の結果、南北でそれぞれの軍事境界線上にある村のうち一つだけを残すことが決められ、板門店の近くに位置していた台城洞と機井洞は、民間人の居住が可能な地域となった。

## 現代
現在、北朝鮮側は、機井洞は200世帯ほどが住む模範的な集団農場の村で、保育所・学校・病院を完備しているとしている。村には明るい色で塗られた数階建てのコンクリート製アパートが立ち並んでおり、夜には電気もつく。ただし韓国側は、機井洞は1950年代に南に対するプロパガンダ（北の農村政策は順調に進んでいると宣伝して、南からの亡命を促進する）のために作られたと主張している。韓国側から望遠鏡で機井洞を見ると、建物は窓も内装もないがらんどうであり、電気は夜に一斉について一斉に消えるとされる。
南側の台城洞と北側の機井洞は、1980年代に「国旗掲揚塔競争」を繰り広げたことがある。最初に台城洞が98.4メートルの高さの国旗掲揚塔を建てて重さ130キログラムという巨大な国旗を掲揚した。北朝鮮はすぐさま反応し、機井洞に当時世界一の高さ160メートルの塔を建て、重さ270キログラムの国旗を掲げた。この塔は今も機井洞の象徴であり、タジキスタンのドゥシャンベにある高さ165メートルの国旗掲揚塔、アゼルバイジャンのバクーにある高さ162メートルの国旗掲揚塔に次ぐ世界第3位の国旗掲揚塔となっている。
また機井洞には大きなスピーカーがあり、南に対する宣伝放送を絶えず行っていた場所でもあった。かつては北の素晴らしさをたたえ、南の兵士や農民に境界線を越えて亡命してくるよう促す内容だったが、やがて西側諸国への非難や北の宣伝歌曲を放送するようになり、2004年に止まるまで1日に20時間も大音量での放送を継続していた。